# فسفوریبوزیل آمین
فسفوریبوزیل آمین (به انگلیسی: Phosphoribosylamine) با فرمول شیمیایی C5H12NO7P یک ترکیب شیمیایی با شناسه پاب‌کم 3082052 است. که جرم مولی آن ۲۲۹٫۱۲۵ گرم بر مول می‌باشد. 